# رادشتورف
رادشتورف (به آلمانی: Raddestorf) یک شهر در آلمان است که در نینبورگ واقع شده‌است. رادشتورف ۲٬۰۹۴ نفر جمعیت دارد.